# Лулл Майнцский
Лулл (лат. Lullus; 710, Уэссекс — 16 октября 786, Херсфельд) — архиепископ Майнца (755—786), святой (день памяти — 16 октября).

## Биография
Лулл был родственником святого Бонифация и учеником святого Вигберта. Он родился в Англии и получил образование в Малмсбери. Он присоединился к Бонифацию в Германии, но был отправлен в Рим в 751 году. После кончины Бонифация в 754 году, Лулл в 755 году занял его кафедру в Майнце. При нём Майнцская епархия была возведена в статус архиепархии, а сам Лулл получил титул архиепископа.
В апреле 769 года Лулл вместе с одиннадцатью другими франкскими иерархами участвовал в церковном соборе в Риме, на котором был осуждён антипапа Константин II.
В 778 году Лулл Майнцский перенёс мощи святого Ферруция Майнцского в Бляйденштадт (Bleidenstadt), где они оставались до 1632 года.
Лулл умер 16 октября 786 года. Его преемником на кафедре был Рихульф.